# Chenôve
Chenôve là một xã ở tỉnh Côte-d’Or trong vùng Bourgogne-Franche-Comté, phía đông nước Pháp. Khu vực này có độ cao từ 238-392 mét trên mực nước biển. Đây là ngoại ô đông dân nhất của thành phố Dijon, và tọa lạc gần phía tây nam thành phố này.
Các vườn nho của Chenôve thuộc appellation d'origine contrôlée Marsannay.